# Erulo Eroli
Erulo Eroli (Roma, 31 agosto 1854 – Roma, 13 dicembre 1916) è stato un pittore e arazziere italiano.
Era figlio del marchese Pio, guardia nobile e scultore specializzato nella lavorazione dell'avorio, appartenente al ramo romano di una famiglia attestata sin dal XV secolo nella città di Narni, e della marchesa Beatrice Orlandi.
Eroli scelse decisamente la via dell'arte, divenendo il capostipite di una famiglia di pittori ed arazzieri.

## Biografia
Compiuti gli studi ginnasiali al S. Apollinare, frequentò al seguito del padre il S. Michele, dove, oltre alla pittura, apprese le tecniche di lavorazione della ceramica, della vetrata policroma a gran fuoco e dell'arazzo.
Nel 1875, considerata l'inesorabile decadenza del S. Michele, incorporato nei beni demaniali dello Stato unitario e privo ormai del sostegno finanziario pontificio, Erulo apri uno studio di pittura alla passeggiata di Ripetta.
Nel 1880 trasferì lo studio in via del Babuino dove ancora oggi è visibile, inglobato in una galleria d'arte. Sopra il portone è inciso sul marmo il suo nome e scolpito lo stemma di famiglia (stranamente a rovescio). Qui impiantò un laboratorio di arazzeria e vi impiegò esperti arazzieri, usciti dalla prestigiosa fabbrica pontificia, contribuendo, con indubbio merito, a salvare una secolare tradizione tecnica destinata altrimenti ad esaurirsi ed a formare una manodopera prevalentemente femminile.
Lo studio acquistò ben presto fama internazionale e, frequentato da illustri personaggi dell'aristocrazia e dell'alto clero, del mondo politico e culturale, poté contare sull'apprezzamento dei Savoia, in particolare della regina Margherita, che gli procurò importanti commissioni.
Nel 1883, presentato da Ettore Roesler Franz e Onorato Carlandi, entrò nella Associazione degli Acquarellisti romani, di cui fu presidente dal 1909 al 1911, promuovendone il potenziamento con la riforma dello statuto.
Nel 1892 fu ammesso all'Associazione artistica internazionale e nel 1903 fondò, con altri, l'Unione degli artisti con lo scopo di tutelare la categoria nei confronti della committenza pubblica.
Dal 1904 mantenne stretti rapporti con il gruppo dei XXV della campagna romana ed espose assiduamente con la Società degli amatori e cultori di belle arti.
Malgrado il successo ottenuto (tanto che il comune di Roma gli ha intitolato una via) la sua intensa attività, siglata da una lunga serie di riconoscimenti ufficiali, ha ottenuto scarsa considerazione da parte della critica al punto che ne manca tuttora un'appropriata valutazione, resa più difficile dal fatto che numerose opere risultano disperse.
Trattò una grande varietà di temi e soggetti con abilità accademica e gusto eclettico. Accanto al filone, a lui più congeniale, della pittura di soggetto storico-militare, con preferenza per il periodo risorgimentale, affrontò con pari impegno la tematica religiosa e storico-religiosa; fu ritrattista ufficiale, buon paesaggista negli acquerelli e autore di numerose scene di genere con personaggi popolari e caratteristici.
Del 1880 è il dipinto Ferito di Mentana (Torino, Museo del Risorgimento di palazzo Carignano). Nel 1883 l'Esposizione di belle arti di Roma fu l'occasione per la sua prima comparsa pubblica di rilievo con il grande dipinto ad olio La “Palestro” a Lissa che, per il soggetto, fu acquistato dall'Accademia navale di Livorno.
Nel 1885 e nel 1886, con la Società degli amatori e cultori di belle arti di Roma, espose rispettivamente “Pancrazio alle fiere”.
Dell'anno seguente (1887) è il primo riconoscimento per la lavorazione dei tessuti: una medaglia d'argento, al Museo artistico industriale di Roma, per gli arazzi ad imitazione (i cosiddetti succhi d'erba) con tinte ottenute dalla bollitura di vegetali.

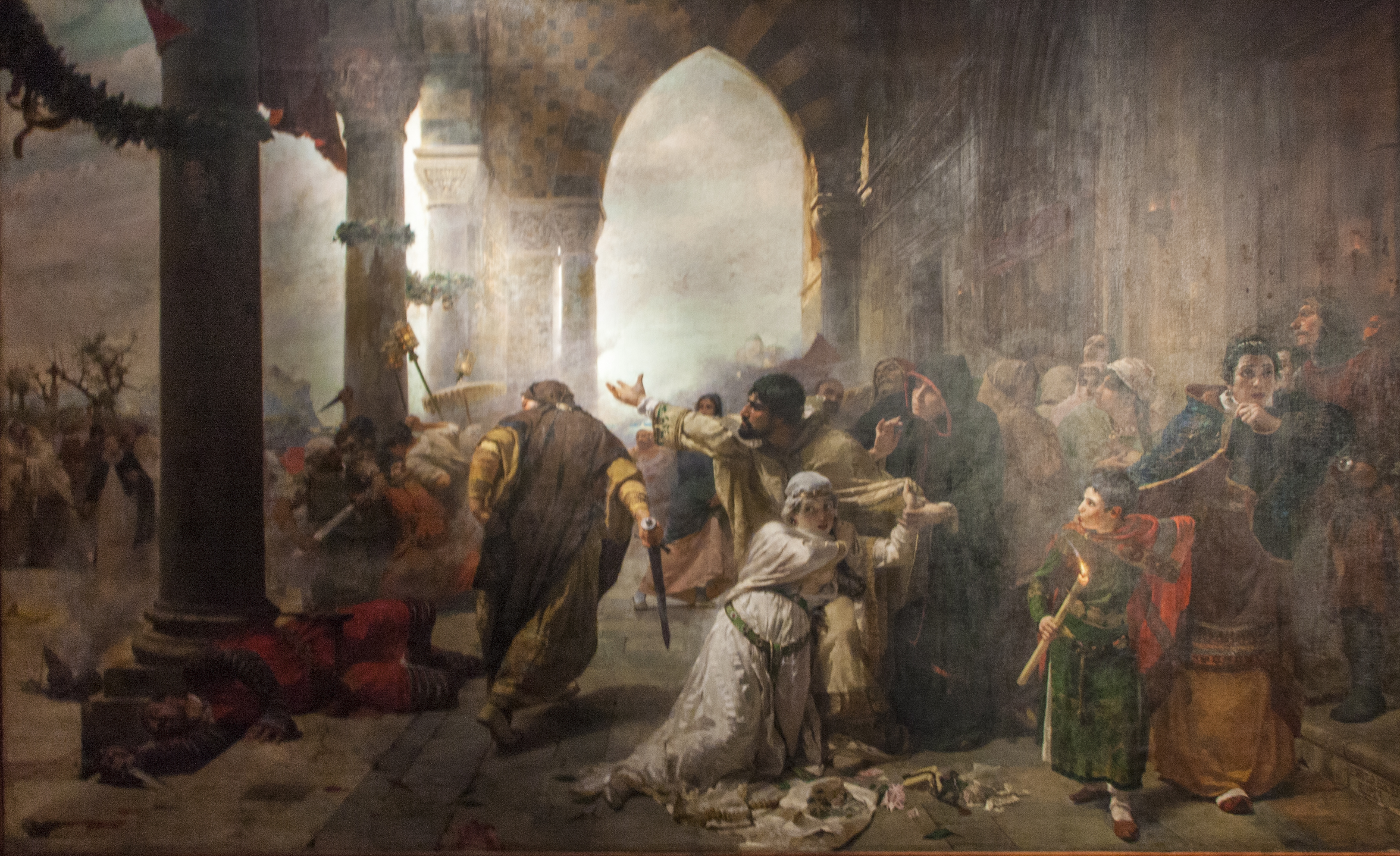
I Vespri Siciliani

Nel 1891 Erulo partecipò con successo all'Esposizione nazionale di Palermo con i Vespri siciliani. La tela, di notevoli dimensioni, entrò nelle raccolte della locale Galleria civica d'arte moderna.
Il decennio successivo si rivelò intenso per attività e riconoscimenti; nel 1894 ebbe una medaglia d'oro per i tessuti all'Esposizione universale di Anversa e l'acquisto del dipinto ad olio “Giovan nudo allo specchio” da parte di re Fuad per il palazzo reale del Cairo.
Per partecipare al premio istituito da Leone XIII per il miglior quadro rappresentante la Sacra Famiglia dipinse, nel 1897, la grande pala Sacra Famiglia o Ecce Agnus Dei in stile preraffaellita, premiata con medaglia d'oro nel 1898 alla mostra d'arte sacra di Torino. Nel 1899 l'acquerello di argomento sociale “La malaria”, esposto a Dresda, fu acquistato dalla Galleria nazionale di quella città.
Parallelamente intensificò l'attività dell'arazzeria, a cui si era dedicato recuperando il procedimento tradizionale ed elaborando cartoni funzionali esclusivamente alla lavorazione degli arazzi, basati quindi su una diversa necessità d'armonizzare i colori rispetto alla pittura.
L'incarico più prestigioso (preceduto dai sei pannelli, oggi dispersi, per il foyer del teatro di Buenos Aires) fu, nel 1902, quello del comune di Roma per i 25 arazzi per l'addobbo esterno dei palazzi capitolini, ora al Museo di Roma di Palazzo Braschi.

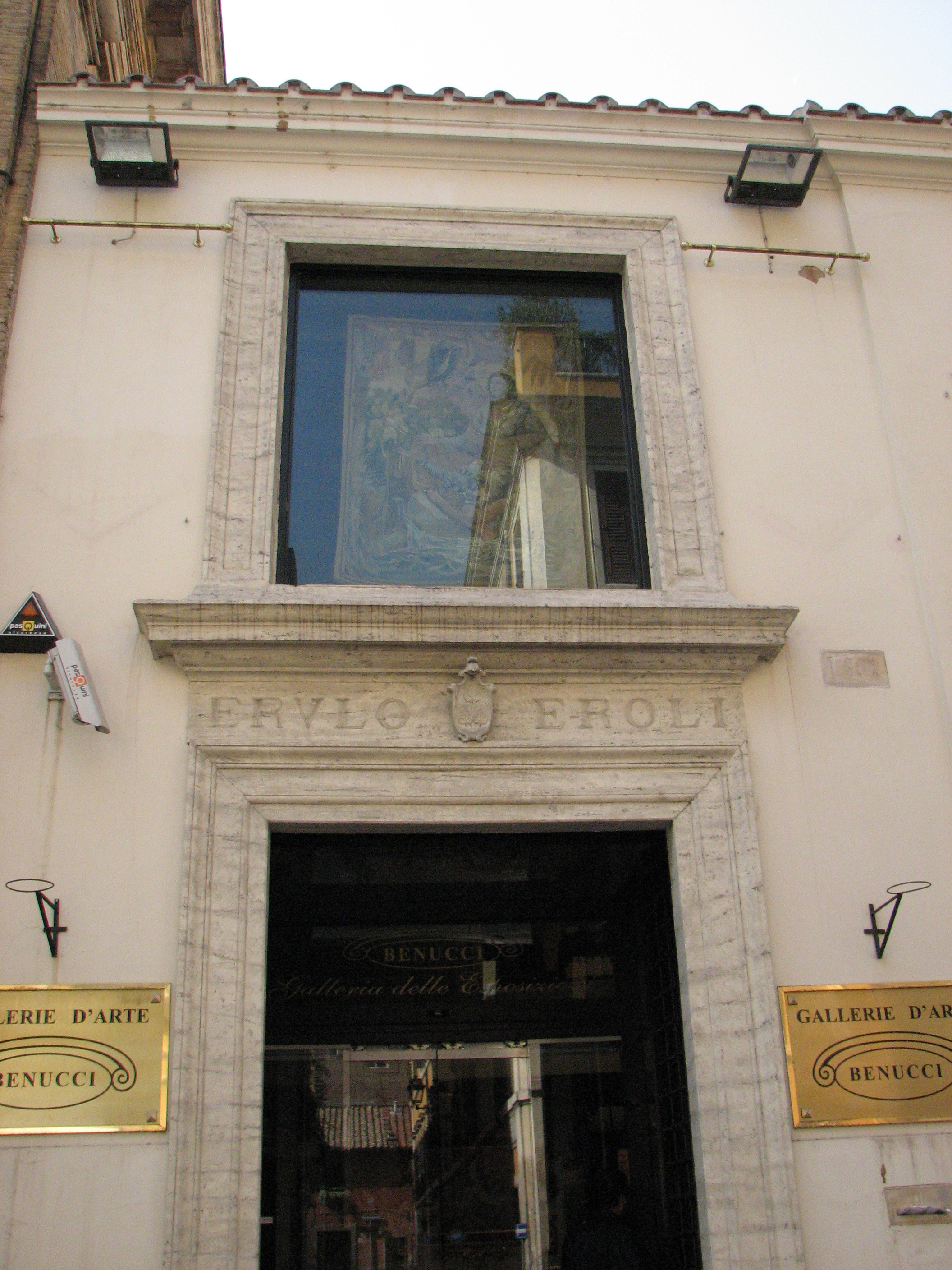
L'ingresso dello ex studio Eroli in Roma, Via del Babuino

I pannelli più grandi, per i balconi centrali, “Stet Capitolium fulgens” di circa 40 m², “Roma communis patria” e “Ars omnium nationum”, a carattere decorativo, celebravano i trionfi della Roma classica, rinascimentale e barocca; in pannelli minori erano rappresentati gli stemmi dei rioni, le aquile romane, le tabelle con l'iscrizione SPQR. Il lavoro, di grande impegno, iniziato nel 1902, fu interrotto a causa della guerra tra il 1916 e il 1919 e completato nel 1926, dieci anni dopo la morte di Erulo, dai figli Pio e Silvio.
Presso la Galleria comunale d'arte moderna di Roma si conservano gli acquerelli “Paesaggio con buoi”, esposto alla mostra della Società degli acquarellisti del 1905, ed una “S. Cecilia”.
Nel 1902 sposò la vedova del fratello Alberto, Virginia Bartolini, e affiliò le nipoti Ada ed Emma, che successivamente collaborarono all'attività dell'arazzeria.
Tra il 1904 e il 1905 il pittore dipinse ancora due soggetti storico-religiosi, “Il sogno della moglie di Ponzio Pilato” e “Translatio Sebastiani post martyrium”, acquistati da mons. De Oca.
Nel 1905 partecipò all'Esposizione mariana lateranense di Roma con l'acquerello “Sanctus Sanctus” ed “Ecce Agnus Dei”, che ottenne la medaglia d'oro.
Dal 1907 al 1911 restaurò arazzi antichi per conto dello Stato senza interrompere l'attività di pittore; a questo periodo risalgono “Ad Anita dieci anni dopo”, esposto a Santiago del Cile nel 1910 (Torino, palazzo Carignano), e “L'alba del 23 ottobre” o “I fratelli Cairoli” a villa Glori (Torino, palazzo Carignano).
La passione patriottica del pittore trovò ancora modo d'esprimersi nella rievocazione dell'impresa di Millo ai Dardanelli, del 1912 e nell'illustrazione della terzina della Canzone d'oltremare, dedicata da Gabriele D'Annunzio ai marinai d'Italia (presso l'Accademia navale di Livorno).
Nel 1914 gli vennero commissionati cinque arazzi, oggi dispersi, con le Storie di Tito e Vespasiano per la residenza estiva della casa reale di Romania a Sinaya, completati dopo la sua morte.